# Znàmensk
Znàmensk (en rus Знаменск) és una ciutat tancada de l'óblast d'Astracan, a Rússia. És el centre de la base d'assajos de míssils de Kapustin Iar, a la vora del riu Àkhtuba, a 93 km de Volgograd i a 304 km d'Astracan.
No es confongui amb la localitat del mateix nom a la província de Kalinigrad, abans coneguda amb el nom de Wehlau, en alemany, a l'antiga Prússia Oriental.

## Demografia
| 1996   | 2001   | 2002   | 2008   | 2009   | 2010   |
| ------ | ------ | ------ | ------ | ------ | ------ |
| 35 000 | 36 370 | 32 068 | 32 358 | 32 484 | 32 414 |